# Robert Sjavlakadze
Robert Sjavlakadze (georgiska: რობერტ შავლაყაძე, Robert Sjavlaqadze; ryska: Роберт Михайлович Шавлакадзе, Robert Michajlovitj Sjavlakadze), född 1 april 1933 i Tbilisi, död 4 mars 2020 i Tbilisi, var en sovjetisk friidrottare som främst tävlade i höjdhopp.
Sjavlakadze representerade Sovjetunionen i höjdhopp vid sommar-OS i Rom 1960, där han tog guldmedaljen efter ett hopp på 2,16 i första försöket, vilket var nytt olympiskt rekord. Han vann före landsmannen Valerij Brumel (också han med höjden 2,16, fast i andra försöket) med amerikanen (och världsrekordhållaren) John Thomas på tredjeplats (med höjden 2,14).
Vid EM 1962 tog Sjavlakadze brons, och i OS i Tokyo 1964 kom han på femte plats. Sjavlakadzes personliga rekord på 2,17 är från 1964.
Som ett resultat av den olympiska framgången i Rom tilldelades Sjavlakadze Leninorden 1960.